# Un défilé de robots
Un défilé de robots (titre original : The Rest of the Robots) est un recueil de nouvelles de science-fiction d'Isaac Asimov paru en 1964 et publié pour la première fois en France en 1967. Ces nouvelles sont originellement parues dans diverses revues et magazines de science-fiction entre 1942 et 1958. Le recueil contient quelques-uns des premiers textes de l'auteur. Ce recueil se situe dans le cycle des robots et est constitué de nouvelles indépendantes, même si elles partagent leur thème et la nature de leurs personnages principaux (i.e. les robots). L'ouvrage est paru quatorze ans après le premier recueil de nouvelles consacré aux robots (Les Robots).

## Nouvelles
- Le robot AL-76 perd la boussole ((en) Robot AL-76 Goes Astray, 1942)Parue dans Amazing Stories en février 1942
- Victoire par inadvertance ((en) Victory Unintentional, 1942)Parue dans Super Science Stories en août 1942
- Première Loi ((en) First Law, 1956)Parue dans Fantastic Universe of Science Fiction en octobre 1956
- Assemblons-nous ((en) Let's Get Together, 1957)Parue dans Infinity Science Fiction en février 1957
- Satisfaction garantie ((en) Satisfaction Guaranteed, 1951)Parue dans Amazing Stories en avril 1951
- Risque ((en) Risk, 1955)Parue dans Astounding Science Fiction en mai 1955
- Lenny ((en) Lenny, 1958)Parue dans Infinity Science Fiction en janvier 1958
- Le Correcteur ((en) Galley Slave, 1957)Parue dans Galaxy Science Fiction en décembre 1957. Cette nouvelle est également parue dans le numéro 62 de la version française du magazine, Galaxie, en janvier 1959